# Julius Hoppenrath
Julius Hoppenrath (* 22. August 1880 in Klein Butzig, Westpreußen; † 19. April 1961 in Mannheim) war ein deutscher Politiker (DNVP, NSDAP) in Danzig, MdL und Oberfinanzpräsident im Reichsgau Danzig-Westpreußen.

## Leben
Der Sohn eines Landwirts absolvierte nach dem Abschluss seiner Schullaufbahn ein Studium der Rechts- und Staatswissenschaft und wurde danach zum Dr. jur. promoviert. Er war Teilnehmer am Ersten Weltkrieg als Kompanieführer. Später war er als Regierungsfinanzrat tätig.
Politisch gehörte er zunächst der DNVP an und war ab 1928 Landtagsabgeordneter in Danzig. Als Finanzsenator und Mitglied des Volkstages war er von 1931 bis 1939 in der Freien Stadt Danzig tätig, wo er zunächst dem Block der nationalen Sammlung angehörte und dann zum 1. September 1933 der NSDAP beitrat (Mitgliedsnummer 1.931.804). Von 1939 bis 1945 war er Oberfinanzpräsident im Reichsgau Danzig-Westpreußen.
Nach Kriegsende lebte er bis 1951 in Neumünster und danach in Bad Dürkheim. Politisch engagierte sich in der Vertriebenenpartei GB/BHE, für die er 1953 erfolglos im Bundestagswahlkreis Neustadt an der Weinstraße (159) kandidierte.